# スカイキッド
『スカイキッド』（SKYKID）は、日本のナムコから発売され1985年12月に稼働開始されたアーケード用横スクロールシューティングゲーム。続編の『スカイキッドDX』（スカイキッドデラックス、SKYKID DX、1986年4月発表、以下「DX」）についても本項で述べる。

## 概要
鳥を擬人化した世界「バードランド」で、若き飛行機乗りの「レッドバロン」（フランツ・フォン・ドーセマイナー）と「ブルーマックス」（マックス・ヤルゼルスキー）が、敵軍「メカズキン」と戦うというストーリー。
横画面横スクロールのステージクリア型シューティングゲーム。同ジャンルでは背景が左へ強制スクロールすることが多いが、本作は右へスクロールする。また、同社製のアーケードゲームでは初めて2人同時プレイシステムも採用されている。
ステージ中にある攻撃目標を爆撃し、基地に帰還する事が目的である。建物や崖に激突したり、地面・水面に墜落するとミスになるが、墜落の途中で復活することも可能（後述）。
全21ステージ（『DX』はさらに4ステージ追加）で、最終ステージの空中戦艦を爆撃するとエンディング画面が表示されて強制的にゲーム終了となる。なお、本作品ではステージを「MISSION」と表示する。
『スカイキッド』と『DX』の違いは以下の通り。
- 『DX』はMISSION X1〜X4の4ステージが追加。X1とX3では雪が降るステージで、操作性に変化はないが画面が雪で見えにくくなる。
  - X1はMISSION 3、X2はMISSION 8、X3はMISSION 12、X4はMISSION 17の後に登場する。
- 『DX』ではかみなり坊や、太陽などのキャラクターが追加。
- 波形メモリ音源の他に、『DX』ではBGMにFM音源（YM2151）も使用。曲もアレンジされている。
- 使用基板の違い（『スカイキッド』はパックランド用、『DX』はSYSTEM 86）。

企画者の永島によってファミリーコンピュータ向けに企画されたのが発端であったが、当時の会社の方針によりまずはアーケード向けに制作することとなった。そのため背景のリソースの持ち方に余裕があり、スタッフの遊び心が発揮されたコミカルな仕掛けが多数盛り込まれたことが本作の持ち味となっている。

## ゲーム内容

### システム
8方向レバー、2ボタン（ショット、宙返り）で飛行機を操作する。基本的に1P側、2P側ともキャラクターの性能は変わらない。
ショット
前方のみ発射でき、射程が短く上下移動中は発射方向が傾く。宙返り中でもショットを撃つことができ、タイミング次第で上下や後方にショットを撃つことができる。
宙返り
レバー方向に応じた動きをする。宙返り中は敵機の攻撃を受けない。クリア時の着地する瞬間にタイミング良く宙返りをすると逆さ状態で着地することができ、成功時にはボーナス点が加算される。
爆弾
攻撃目標の爆撃用に各ステージに最低1個、爆弾がフィールド上に落ちており（登場前に「GET THE BOMB!」と表示）、低空飛行で回収できる。攻撃目標への攻撃には爆弾を投下しなければ爆撃できない。特攻でも爆撃できるがミスとなる。ただし、攻撃目標の中央に爆弾を落とす必要があり、端に当たっても爆撃扱いとならない。
爆弾の投下は宙返りボタンによって行われ、宙返りによる回避や敵の攻撃による墜落は爆弾を捨てる事になる。ただし、攻撃目標を破壊できなくても最終ステージを除き基地に帰還すればステージクリアとなり、得点以外のペナルティがあるわけではない。
最終ステージは攻撃目標を破壊する事でクリアとなるので、爆撃に失敗するとミスが確定する。
墜落
敵から攻撃をうけた時には墜落するが、地面に激突する前にレバーを上に入れながら宙返りボタンを連打すると復帰し、ミスとはならない。攻撃をうけた回数が多くなるほど復活に必要な連打数が増し、また地上まで距離が短いと復帰は難しい。なお、この時に爆弾を持っていた場合はその爆弾を落としてしまう。
復帰するためのボタンを押す回数は、墜落1回目の場合ミッション1が3回・ミッション2が5回・ミッション3以降は7回必要。墜落2回目以降は墜落する毎に+2回ボタンを押さないと復帰しない（例：ミッション3で、3回目の墜落時にはボタンを11回押す必要がある）。
ステージ最後に出る着地地点（「{\displaystyle \swarrow } LAND HERE!」と表示）を通過してしまった場合は「FUEL EMPTY」となり墜落し、ボタン連打での復帰はできない。
1人プレイ時はミスするとある程度戻された復活地点からの再スタートとなる。2人プレイ時に一方がミスをした場合は、もう一方のプレイヤーが次の復活地点に到達した時点で再スタートする。一人が着陸してもう一人が着地地点を通過してしまい墜落した場合も含めて、ステージ最後の復活地点を過ぎた後のミスの場合は、復帰地点は次のステージの開始時点となる。また、2人ともにミスをした場合は1人プレイ時同様の戻り復活となる。復活地点からの再スタートへの注意を促すためにカウントダウン音及び準備を促す表示が出る。
点数システム
一定距離進むごとに10点、敵キャラを破壊するとそれに応じた得点が得られる。ミッションクリア時のバトルレポートでは、敵の破壊数（空中物と地上物に分けてカウント）とターゲットの破壊に応じてボーナス点が加算される。ミスしてもそのミッションをクリアするまで破壊数は積算される（クリア時にリセット）。
特攻
最終ステージの攻撃目標、空中戦艦は爆撃すると5万点が入ってALLクリアとなるが、爆撃と同時に自爆することで残機がある限り繰り返しこの5万点を取ることができる。ファミコン版ではできない。
『DX』では基板により、これをやってもALLクリアになるバージョンがある。さらにアーケード版は基板によっては爆弾を持ったまま空中戦艦の中央部に突入しても自爆するだけで爆撃にならないバージョンもあり、この場合は突入寸前で落下させてから自爆しなければいけない。また2人プレイ時は一方が残機があるとクリアになってしまうため、特攻の実行前に一方がゲームオーバーになっていなければならない。

## 登場キャラクター
戦闘機（100点）
画面前後から単独・編隊を組んで現れる雑魚キャラ。武器は機銃で地面と平行にしか撃てない。ミッションが進むと宙返り・高速で飛ぶ・高度を上下に変える・雲の中に隠れているものなどが出てくる。
偵察爆撃機（300点）
画面後方から現れる大型機。武器は先端と後方下部に機銃を装備。左へ飛びながら爆弾のついたパラシュートを投下していく。
パラシュート（50点）
偵察爆撃機から投下される。下に落ちていくのみで攻撃はしてこないが当たると墜落する。
ミニ気球（100点）
空中に浮かんで水平方向に弾を発射する。だいたい4つぐらいの集団で出現。
迎撃気球（上下各200点、上下破壊でボーナス500点）
空中に浮かんで砲台から4方向に弾を発射する気球の大きいバージョン。上下どちらか片方に弾を当てると砲台機能が停止する。気球を撃てば砲台が落下し、砲台を撃てば気球が上昇して画面から消えるが、画面から消える前に弾を当てるとボーナス500点が加算されて計900点獲得できる。
トラック（200点）
地上を走るトラック。攻撃はしてこない。
戦車（200点）
横方向のみに弾を撃ってくる。移動する戦車は攻撃してこない。
対空戦車（200点）
対空砲を装備している戦車。上空3方向に弾を撃ってくる。水平方向には撃ってこない。
高射砲（200点）
上空3方向に画面上部まで届く弾を撃ち、爆発時には周囲に爆風を起こす。弾の直撃はもちろん、爆風に巻き込まれると墜落する。
対空ボート（200点）
対空砲を装備した船。
高射ボート（200点）
高射砲を装備した船。
潜水艦（1000点）
海の特定の場所に浮かんでくる。攻撃はしてこない。
巡航ミサイル（500点・DXのみ）
特定の場所で宙返りすると出現、画面上方を左から右へ横切る。攻撃はしてこない。
雷坊や（DXのみ）
太鼓の音と共に出現。このキャラがいる雲は稲妻を出す、倒すことはできない。稲妻に当たれば墜落するが、雲の中は通過可能。
敵ターゲット（中央：1000点・左右：500点）
各ミッションの攻撃目標。道中で装備した爆弾でないと破壊することができない。爆弾を中央に当てれば攻撃成功、それ以外では失敗とみなされる。ターゲットは戦艦・司令部・工場・空母・列車砲（DXのみ）・氷山基地（DXのみ）がある。各ミッション開始時に目標ターゲット（BOMB THIS TARGET!）のグラフィックが表示される。ミッション攻撃目標のターゲットはグリーン、それ以外（ダミー）のターゲットはグレーで表示され区別されている。ミッション12では、目標のターゲットの前にダミーのターゲットが配置されている。攻撃成功後、ミッション終了時のバトルレポートにてミッションターゲット破壊で10000点、ダミー破壊で2000点のボーナス点が得られる。
空中戦艦（50000点）
最終ミッションの攻撃目標。途中のミッション11でも出現するが、倒すことはできない。空中戦艦を倒すとエンディング。
スペシャルフラッグ
特定の場所を撃てば出現。取れば自機が1機追加される。
プーカァ
ディグダグの敵キャラ。特定の場所を撃つと出現。取ると墜落時の復帰力が回復する。
勲章
特定の場所を撃つと出現。取ると1000点ボーナスと敵の攻撃力が一時的にダウンする。
看板
道中の途中に設置されていて、パックマンや敵軍の大将（ブラック・ホーク）などが描かれている。一部の看板上空中央で宙返りをすると隠れキャラが出現、取るとボーナス（1000点）になるものとミスになるものがある。
チアガール・墓（十字架）・ペンギン（『DX』のみ）
着陸地点付近にいるキャラ。ショットを当てることで動いたり別のキャラクターになるギミックを持つ。
自由の女神・洋館・太陽・雪だるま（『DX』のみ）
道中に設置されている。自機の接近で反応するギミックを持つ。『DX』でミッション1の太陽は、あることをすると1000点ボーナスと月に変化して背景が夜空になる。

## 他機種版
| No. | タイトル                                                           | 発売日                                    | 対応機種                                                            | 開発元           | 発売元            | メディア                                        | 型式                             | 備考                                       | 出典                        |
| --- | ------------------------------------------------------------------ | ----------------------------------------- | ------------------------------------------------------------------- | ---------------- | ----------------- | ----------------------------------------------- | -------------------------------- | ------------------------------------------ | --------------------------- |
| 1   | スカイキッド                                                       | 1986年8月22日 1987年9月                   | ファミリーコンピュータ                                              | ナムコ開発一課   | ナムコ サンソフト | 512キロビットロムカセット                       | NSK-3900 NES-SY-USA              |                                            |                             |
| 2   | スカイキッド                                                       | 1986年12月                                | スーパーカセットビジョン                                            | ナムコ           | エポック社        | 512キロビットロムカセット                       | 29 NO.09350                      | -                                          |                             |
| 3   | ナムコギャラリー Vol.3                                             | 1997年7月25日                             | ゲームボーイ                                                        | ナムコ           | ナムコ            | 4メガビットロムカセット                         | DMG-AV3J                         |                                            |                             |
| 4   | ナムコミュージアム アンコール                                      | 1997年10月30日                            | PlayStation                                                         | ナムコ           | ナムコ            | CD-ROM                                          | SLPS-01050                       | アーケード版の移植                         |                             |
| 5   | ナムコ・コレクション Vol.1                                         | 1999年4月2日                              | Windows                                                             | ナムコ           | ナムコ            | CD-ROM                                          | -                                | アーケード版『スカイキッドDX』の移植       | [ 4 ]                       |
| 6   | スカイキッドDX                                                     | 1999年6月11日                             | Windows                                                             | ナムコ           | メディアカイト    | CD-ROM                                          | -                                | SUPER 1500シリーズの1つ アーケード版の移植 |                             |
| 7   | スカイキッドDX                                                     | 2005年6月1日                              | 505i/iS、506i、FOMA900i/901iシリーズ （iアプリ）                    | ナムコ           | ナムコ            | ダウンロード （アプリキャロットナムコ）         | -                                |                                            | [ 5 ]                       |
| 8   | Namco Museum - 50th Anniversary                                    | 2005年8月30日 2005年3月24日               | Xbox                                                                | Digital Eclipse  | ナムコ            | DVD-ROM                                         | NMO-2201A-NM                     | アーケード版の移植                         |                             |
| 9   | Namco Museum - 50th Anniversary ナムコミュージアム アーケードHITS! | 2005年8月30日 2006年3月31日 2006年1月26日 | PlayStation 2                                                       | Digital Eclipse  | ナムコ            | DVD-ROM                                         | SLUS-21164 SLES-53957 SLPS-25590 | アーケード版の移植                         |                             |
| 10  | Namco Museum - 50th Anniversary                                    | 2005年8月30日 2006年5月5日                | ゲームキューブ                                                      | Digital Eclipse  | ナムコ            | 8センチ光ディスク                               | DOL-G5NE-USA DOL-G5NP-EUR        | アーケード版の移植                         |                             |
| 11  | Namco Museum - 50th Anniversary                                    | 2005年10月25日 2006年3月27日              | Windows                                                             | Digital Eclipse  | ナムコ            | CD-ROM                                          | -                                | アーケード版の移植                         |                             |
| 12  | スカイキッドDX                                                     | 2006年11月30日                            | BREW2.1・3.1端末 （EZアプリ）                                       | バンナム         | バンナム          | ダウンロード （ナムコEZゲームス）               | -                                |                                            | [ 6 ]                       |
| 13  | スカイキッド                                                       | 2008年4月1日 2008年5月19日                | Wii                                                                 | バンナム         | バンナム          | ダウンロード （バーチャルコンソール）           | FECJ FECE                        | ファミリーコンピュータ版の移植             | [ 7 ] [ 8 ]                 |
| 14  | ナムコミュージアム バーチャルアーケード                            | 2008年11月4日 2009年5月15日 2009年11月5日 | Xbox 360                                                            | バンナムアメリカ | バンナム          | DVD-ROM                                         | 21022 2RD-00001                  | アーケード版の移植                         |                             |
| 15  | スカイキッド                                                       | 2009年7月7日                              | Wii                                                                 | バンナム         | バンナム          | ダウンロード （バーチャルコンソールアーケード） | -                                | アーケード版の移植                         | [ 9 ]                       |
| 16  | スカイキッド                                                       | 2013年4月10日 2014年2月20日               | ニンテンドー3DS                                                     | バンナム         | バンナム          | ダウンロード （バーチャルコンソール）           | -                                | ファミリーコンピュータ版の移植             | [ 10 ] [ 11 ]               |
| 17  | スカイキッド                                                       | 2015年3月4日 2015年3月5日                 | Wii U                                                               | バンナム         | バンナム          | ダウンロード （バーチャルコンソール）           | -                                | ファミリーコンピュータ版の移植             | [ 12 ] [ 13 ] [ 14 ] [ 15 ] |
| 18  | ナムコミュージアム                                                 | 2017年7月28日                             | Nintendo Switch                                                     | バンナム         | バンナム          | ダウンロード                                    | -                                | アーケード版の移植                         |                             |
| 19  | NAMCO MUSEUM ARCHIVES Vol.1                                        | INT 2020年6月18日                         | Nintendo Switch（日本国外） PlayStation 4 Xbox One Windows（Steam） | B.B.スタジオ M2  | バンナム          | ダウンロード                                    | -                                | ファミリーコンピュータ版を収録             |                             |
| 20  | ナムコットコレクション                                             | 2020年8月20日                             | Nintendo Switch                                                     | B.B.スタジオ M2  | バンナム          | Switch専用ゲームカード ダウンロード             | -                                | ファミリーコンピュータ版の移植             |                             |
| 21  | スカイキッド                                                       | INT 2021年10月28日                        | PlayStation 4 Nintendo Switch                                       | ナムコ           | ハムスター        | ダウンロード （アーケードアーカイブス）         | -                                | アーケード版の移植                         | [ 16 ] [ 17 ] [ 18 ]        |
| 22  | スカイキッドDX                                                     | INT 2023年3月2日                          | PlayStation 4 Nintendo Switch                                       | ナムコ           | ハムスター        | ダウンロード （アーケードアーカイブス）         | -                                | アーケード版の移植                         | [ 19 ] [ 20 ] [ 21 ] [ 22 ] |

ファミリーコンピュータ版
- 「ナムコット ファミリーコンピュータゲームシリーズ」第18弾として発売されるが、正式にナンバリングが表記された最後の作品でもある[注釈 1]。
- 全26ミッション。アーケード版に比べて敵の攻撃は若干緩い（敵弾のスピードが遅い）が、特攻する敵などが追加されている。
- ミッション8・16・24はシューティングトレーニングという、敵が出現せずに空中に配置された的を撃つボーナスステージがある（的の配置場所は一定）。的に自機が触れてもミスにはならない。ただし地面に激突する等のミスをすると自機を1機失い、やり直しはなく即ミッション終了、次のミッションに進む。
- ダミーのターゲットはなく（AC版では、ミッション開始時にBOMB THIS TARGET!と共に破壊ターゲットのグラフィックが表示されるが、FC版ではBOMB THE TARGETのメッセージだけ）、全てのターゲットで攻撃に成功すれば面クリア時にボーナス10000点。
- かみなり坊やなど、業務用『DX』の要素も取り入れられており、ピラミッドや火山などファミコン版オリジナルの要素も存在する。
- ゲームオーバー後、コントローラーIIの左下を押しながらスタートするとコンティニューできる。

## 音楽
ゲームのBGMはナムコの小沢純子作曲による行進曲である。この曲は他のゲームの曲と共に「太鼓のマーチ」という編曲で同社の太鼓の達人シリーズで選曲できる。
『THE IDOLM@STER』（2005年）のコンセプト・アルバム『ファミソン8BIT☆アイドルマスター BEST ALBUM + LIVE DVD』（2011年10月19日発売）でも、「飛べ!スカイキッド」という曲名で収録（歌は滝田樹里）。
プロ野球大阪近鉄バファローズの吉田剛選手や前田忠節選手の応援歌として本作のBGMが使われ、学生野球でも応援歌として使用している学校がある。この絡みで、『ファミスタ'93』（1992年）で吉田剛が打席に入った際にこの曲が流れる仕様が入っていた。また『ファミスタ'94』（1993年）ではオリックス・ブルーウェーブの勝呂壽統の打席で使われた。『スーパーファミスタ2』（1993年）とゲームボーイ版『ファミスタ3』（1993年）から『ファミスタ4』（1996年）、『ワンダースタジアム』（1999年）では、架空チームナムコスターズのテーマ曲として使われていたこともあった。

## スタッフ
アーケード版
- キャプテン：HIRO COMPILER（永島洋武）
- プログラマー：MIO.Y.MOONY（弓達公雄）
- アーキテクチャ：IKKYU ARAKAN（荒川正弘）
- サウンド・エフェクト：BEBE OZASHIKI（小沢純子）
- ハードウェア：TOHRYANSE DOUZO
- ハード・スケジュール：UNCLE ASHINAGA

ファミリーコンピュータ版
- スタッフ：青柳博樹
- 音楽：小沢純子
- サウンド・ドライバー：大森田不可止

## 評価
| 項目 | キャラクタ | 音楽 | 操作性 | 熱中度 | お買得度 | オリジナリティ | 総合  |
| 得点 | 3.10       | 3.58 | 3.25   | 3.38   | 3.16     | 3.37           | 19.84 |

ファミリーコンピュータ版
ゲーム誌『ファミリーコンピュータMagazine』の読者投票による「ゲーム通信簿」での評価は別記の通り19.84点（満30点）と標準的な評価となっている。また、ゲーム誌『ユーゲー 2003 No.07』においてライターのRDは、スクロール方向が他のゲームとは逆方向であることや宙返り機能、自機が撃墜されてもボタン連打によって復帰できる機能などに関してシステム面が独特であったと述べた上で、敵の攻撃パターンに関しても自機の後方から敵が出現することも独特であると主張、「ポップな見た目とは異なり、かなりシビアなゲームである」と難易度の高さを指摘した上で、2人プレイによって難易度が下がるとした上で、「息の合った二人でプレイすると、どんな難所も軽々と乗り越えられて気分爽快だった」と肯定的に評価した。

## 関連作品

### エースコンバット
エースコンバットシリーズとのコラボレーションが何度か行われている。
『エースコンバット04 シャッタードスカイ』（2001年）ではサイドストーリー中の酒場の名前に「CAFE PUB&RESTAURANT SKY KID」とある。『エースコンバット5 ジ・アンサング・ウォー』（2004年）では登場人物の部屋に貼られていたポスターに「SKI KID」の文字がある。『エースコンバット6 解放への戦火』（2007年）では味方として「スカイキッド」「レッドバロン」「ブルーマックス」というTACネームのパイロットが登場している。『エースコンバット インフィニティ』（2014年）では登場人物の一人がゲームのBGMを口ずさむほか、スカイキッドにちなんだエンブレムも配布されている。2016年2月に開催予定のイベントで、スカイキッドの自機を模した特別機体が追加された。

### スカイガンナー
ソニー・コンピュータエンタテインメントより発売された『スカイガンナー』（2001年）にはレバーとボタン連打による復活システムが本作へのオマージュとして盛り込まれている。また開発初期では登場キャラクターが全員鳥を擬人化したデザインで、これも本作の影響を受けていると開発者が語っている。